# Lasioptera loyolai
Lasioptera loyolai är en tvåvingeart som beskrevs av Mani 1986. Lasioptera loyolai ingår i släktet Lasioptera och familjen gallmyggor. Inga underarter finns listade i Catalogue of Life.